# Cerro Blanco (berg i Argentina, Mendoza, lat -32,90, long -69,42)
Cerro Blanco är ett berg i Argentina.   Det ligger i provinsen Mendoza, i den centrala delen av landet, 1 000 km väster om huvudstaden Buenos Aires. Toppen på Cerro Blanco är 5 004 meter över havet, eller 34 meter över den omgivande terrängen. Bredden vid basen är 0,29 km.
Terrängen runt Cerro Blanco är huvudsakligen mycket bergig. Runt Cerro Blanco är det ganska glesbefolkat, med 24 invånare per kvadratkilometer.. Det finns inga samhällen i närheten. 
Omgivningarna runt Cerro Blanco är i huvudsak ett öppet busklandskap.